# (34854) Paquifrutos
(34854) Paquifrutos est un astéroïde de la ceinture principale.

## Description
(34854) Paquifrutos est un astéroïde de la ceinture principale. Il fut découvert le 13 octobre 2001 à Pla D'Arguines par Rafael Ferrando. Il présente une orbite caractérisée par un demi-grand axe de 3,14 UA, une excentricité de 0,20 et une inclinaison de 16,3° par rapport à l'écliptique.

## Compléments